# Magali Dançarina
Magali Dançarina faz referência ao vídeo viral e personagem de uma artista de rua brasileira de nome Tassia Gomes que, no ano de 2011, viralizou após ser filmada dançando e distribuindo panfletos em frente a um comércio no Largo da Carioca, acumulado milhões de visualizações. À época, Tassia se apresentava trajando uma fantasia da Magali, personagem da Turma da Mônica, o que lhe rendeu ainda o apelido de Magali do Largo da Carioca. Tássia Nascimento Gomes era ainda vocalista de uma banda de rock, intitulada  "Toxina 13" e suas danças tinham como inspiração ícones da música pop, como Beyoncé e Michael Jackson. Após a viralização do vídeo, o site e banco de dados Know Your Meme registrou o episódio como "Magali California Dreaming", uma vez que o vídeo tinha como trilha um remix California Dreamin feito por Benny Benassi em 2004.

## Repercussão
Tássia Gomes chegou a receber propostas de entrevistas para programas televisivos como o Fantástico, o Programa da Eliana e programas da MTV Brasil. Contudo, após um pronunciamento do próprio Mauricio de Sousa, criador da Turma da Mônica, as coisas começaram a mudar, especialmente quando Mauricio de Sousa a acusou de usar indevidamente a imagem da Magali. Mauricio disse posteriormente, no entanto, que não pretendia processar a loja.
| “                   | Vi a Magaly (com y, como aparece no YouTube), dançando do Largo da Carioca. Vi ali uma jovem empreendedora e talentosa, passando uma mensagem alegre, curiosa, em momentos de dança caricata. Mas vi, também, os traços de um personagem meu sendo utilizado indevidamente numa propaganda de rua. E vi um desrespeito aos profissionais que trabalham na nossa divisão de teatro, bailarinos que são preparados durante meses e orientados durante anos para que se comportem como os personagens dos sonhos das crianças. | ” |
| — Mauricio de Sousa | |   |

| “              | Se eu te disser que não tenho mágoa com o Mauricio vou estar mentindo, eu passei a minha infância toda curtindo a Turma da Mônica, e não tive culpa em usar a roupa da Magali, estava apenas trabalhando. | ” |
| — Tassia Gomes | |   |

O trabalho de Tássia à época, então com 25 anos de idade, rendia cerca de R$ 80 diários por uma jornada de cinco horas, dançando sem parar. Dos estabelecimentos comerciais, partia para festas infantis, a fim de complementar a renda.